# جورجي فيانا
جورجي فيانا (مواليد 20 سبتمبر 1959) مهندس وسياسي برازيلي. مثل أكري في مجلس الشيوخ الاتحادي منذ عام 2011. شغل سابقًا منصب حاكم أكري من 1999 إلى 2007. وهو عضو في حزب العمال. بعد خسارة رينان كاليروس رئاسة مجلس الشيوخ أصبحت فيانا رئيس مجلس الشيوخ البرازيلي.
عارض عزل الرئيسة ديلما روسيف.
فيانا هي أيضًا عضو في مركز أبحاث الحوار بين الأمريكيين في واشنطن العاصمة.